# Валдиз (Аљаска)
Валдиз (енгл. Valdez) град је у америчкој савезној држави Аљаска.

## Демографија
По попису из 2010. године број становника је 3.976, што је 60 (-1,5%) становника мање него 2000. године.
| Група             | 2000.         | 2010.         |
| Белци             | 3.300 (81,8%) | 3.125 (78,6%) |
| Афроамериканци    | 17 (0,4%)     | 24 (0,6%)     |
| Азијати           | 88 (2,2%)     | 76 (1,9%)     |
| Хиспаноамериканци | 160 (4,0%)    | 185 (4,7%)    |
| Укупно            | 4.036         | 3.976         |